# Jack Herer
Pour la variété de cannabis, voir Jack Herer (Cannabis).
Jack Herer (18 juin 1939 - 15 avril 2010) est un activiste américain dont la mission était de légaliser le cannabis et d'encourager la culture du chanvre aux États-Unis.

## Biographie

### Début de carrière
Jack Herer naît à New York et grandit à Buffalo avec deux aînés. Il abandonne ses études dès le lycée, à la mort de son père, et intègre l'armée : pendant la guerre de Corée, il est policier sur la zone du conflit. À l'époque, il est très conservateur, suivant la ligne politique du Républicain Barry Goldwater et soutenant fermement l'intervention américaine pendant la guerre du Vietnam. À son retour au pays, il devient peintre de signalisation.
Au début des années 1960, sa femme, ses enfants et lui déménagent à Los Angeles. Il divorce peu après, restant proche de ses enfants. Son quatrième et dernier mariage, à Jeannie Hawkins, a lieu en 2000.
Il affirme avoir vécu une « transformation » en fumant du cannabis pour la première fois avec une petite amie en 1967. Quelques semaines plus tard, il rencontre le commerçant et activiste Ed Adair dans sa boutique, Captain Ed. 
En 1973, Jack Herer monte une boutique de pipes de verre, l'Ah Ha Pipe Co., à Van Nuys. La même année, Ed Adair et lui se promettent d’oeuvrer à faire légaliser le cannabis aux États-Unis « jusqu'à ce que le cannabis soit légal, que tous ceux qui ont été emprisonnés soient libérés, ou jusqu'à l'âge de 84 ans ».
En 1975, Herer et Adair se font connaître en faisant circuler des pétitions pour réduire les sanctions pénales pour possession de cannabis.
En 1981, Herer est arrêté pour avoir fait circuler une pétition dans un bâtiment appartenant à l'État en présence du président Ronald Reagan. Ayant refusé de payer une amende, il est emprisonné pendant quatorze jours dans la prison fédérale de Terminal Highland. C'est là qu'il commence la rédaction de son premier essai, L'empereur est nu.
Relâché, il déménage à Portland où il ouvre une boutique de produits dérivés de la consommation de drogue, Third Eye Shoppe.

### L'Empereur est nu
En 1983, Jack Herer publie le livre L'empereur est nu, imprimé sur du papier de chanvre. Dans L'empereur est nu, Herer cherche à combattre le « mythe anti-cannabis ». Le livre évoque, pêle-mêle, la culture du chanvre par les pères fondateurs ou les parachutes américains de la Seconde Guerre mondiale, également câblés avec du chanvre. Herer ne bénéficie pas du soutien des associations pro-cannabis, parlant presque exclusivement du chanvre et de ses applications industrielles dans son livre.
Le chanvre sert à la production d'énergie, de médicaments, de nourriture, de fibre et de papier, en plus d'être facile et peu coûteux à faire pousser. Herer insiste donc sur l'intérêt économique et industriel du chanvre. Herer va plus loin en suggérant que le gouvernement américain cache volontairement le potentiel du chanvre à la population. En effet, il affirme que le gouvernement a banni le chanvre en 1939 pour éliminer le commerce mexicain du cannabis, et ajoute que peu de gens savent que le cannabis n'est que la fleur séchée du chanvre, que les humains utilisent à des fins médicinales depuis toujours. Il ajoute enfin que la consommation de cannabis n'est pas non plus regrettable : au contraire, il trouve des études sur les effets positifs du cannabis sur certains cancers pour étayer son discours.
Le livre est une fondation du mouvement pour la légalisation du cannabis aux États-Unis.

### Engagement politique
En 1988, Jack Herer se présente à la présidence des États-Unis en tête du Grassroots Party et obtient 1 949 votes. En 1992, il tente à nouveau sa chance, obtenant cette fois 3 875 voix.

### Fin de vie
En juillet 2000, Herer subit une attaque cardiovasculaire de l'hémisphère gauche : il survit mais garde une hémiplégie du côté droit. En mai 2004, il a récupéré presque toutes ses capacités physiques. Il attribue sa guérison miraculeuse à un champignon hallucinogène, l'amanite tue-mouches.
Le 12 septembre 2009, il subit un nouvel infarctus dans les loges du Hempstalk Festival de Portland. Les séquelles sont cette fois plus sévères et il ne parvient plus à communiquer ; il change d'hôpital en octobre 2009 puis retourne chez lui en mars 2010, soigné par sa femme. Le 15 avril 2010, Jack Herer décède des suites de son infarctus à Eugene. Il est enterré à l'Eden Memorial Park Cemetary, dans la ville de Mission Hills.

## Critiques
Plusieurs experts du chanvre critiquent Herer pour des exagérations dans ses propos sur le potentiel du chanvre. Hayo van der Werf affirme qu'il est faux que le rendement du chanvre est plus élevé que tous les autres : le maïs, la betterave sucrière ou la pomme de terre ont des rendements comparables dans les mêmes conditions.
Herer affirme aussi que les fibres de chanvre, qui composent 60 à 80 % du poids sec d'une récolte, contiennent 77 % de cellulose. La part de cellulose équivaut en réalité à 32 à 38 % des fibres et les chercheurs supposent que Herer a confondu les fibres de chanvre avec son écorce.
Enfin, Herer affirme que l'Europe pourrait produire des millions de tonnes de chanvre en suivant ses recommandations. La culture du chanvre est légale dans l'Union européenne, sous certaines conditions, mais sa production est en déclin.

## Postérité
Une variété de cannabis hybride à dominante sativa, la Jack Herer, est créée en son honneur par la Sensi Seed Bank en 1994.
Un film documentaire, L'empereur du chanvre (Emperor of Hemp en version originale), sort en juin 1999 aux États-Unis. Il est doublé en français et en espagnol.